# インポシボール

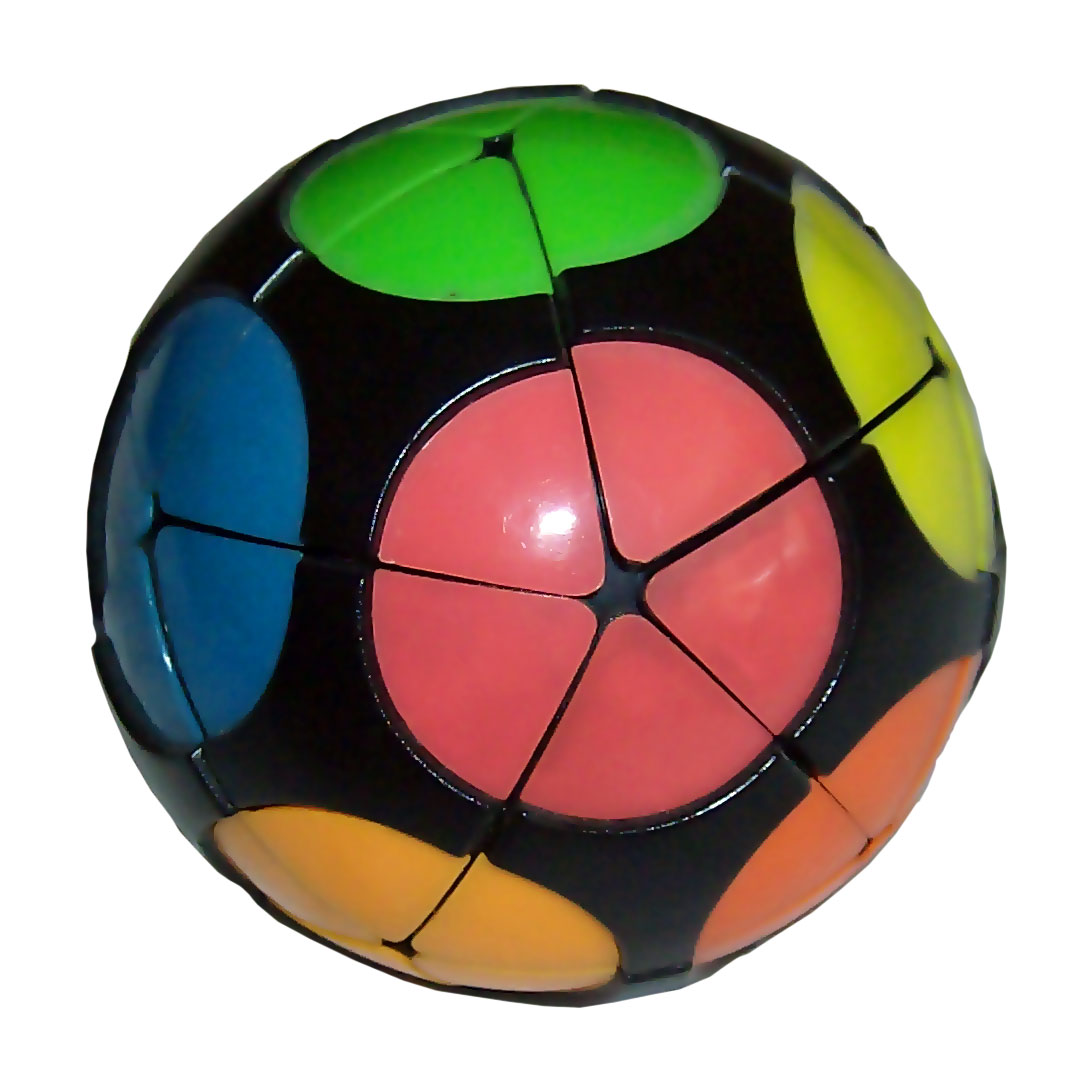
インポシボール

インポシボール（Impossiball)はルービックキューブに似ている、球形正二十面体のパズルである。
20個の再配列移動可能なピースがある。掻き混ぜられた状態から各コーナーの円を全て単色の状態に戻すことがこのパズルの基本ルールである。

## 歴史
1981年にウィリアム・O・グスタフソンにより特許の申請が出され、1984年に特許取得した。
その後、メファート教授が特許の権利を買い、インポシボールの名前で彼のパズルショップの「Meffert's」で売り出されている。

## 組み合わせの数
{\displaystyle {\frac {20!\times 3^{19}}{120}}\approx 2.36\times 10^{25}}
組み合わせの数は23,563,902,142,421,896,679,424,000である。